# Marc Valeri Faltó
Marc Valeri Faltó (en llatí Marcus Valerius Falto) va ser un polític i militar romà que va viure al segle iii aC. Formava part de la gens Valèria, i era de la família dels Faltó.
Va ser un dels ambaixadors romans enviats pel senat al rei Àtal I de Pèrgam l'any 205 aC amb la petició de portar la deessa Magna Mater Idaea, identificada amb Cíbele, a Itàlia tal com demanaven els llibres sibil·lins. En aquest moment Valeri Faltó era qüestor, però no es coneix la data del seu mandat. A la tornada va passar per Delfos i en arribar va transmetre el missatge de l'oracle: "el millor home de l'estat ha de donar la benvinguda a la deessa a la seva representació al desembarcar".
Faltó va ser després un dels edils curuls de l'any 203 aC, quan va subministrar gra d'Hispània als pobres per un preu molt baix. El 201 aC va ser pretor amb l'encàrrec de governar la província de Brútium, i li van donar el comandament de dues legions.